# Pseudembia paradoxa
Pseudembia paradoxa är en insektsart som beskrevs av Davis 1939. Pseudembia paradoxa ingår i släktet Pseudembia och familjen Embiidae. Inga underarter finns listade i Catalogue of Life.